# Theristria smithersi
Theristria smithersi is een insect uit de familie van de Mantispidae, die tot de orde netvleugeligen (Neuroptera) behoort. 
Theristria smithersi is voor het eerst wetenschappelijk beschreven door Lambkin in 1986.